# Koskajmy
Koskajmy (deutsch Koskeim) ist eine verwaiste Ortsstelle in der polnischen Woiwodschaft Ermland-Masuren. Sie liegt im Gebiet der Gmina Barciany (Landgemeinde Barten) im Powiat Kętrzyński (Kreis Rastenburg).

## Geographische Lage
Die Ortsstelle Koskajmy liegt in der nördlichen Mitte der Woiwodschaft Ermland-Masuren, 13 Kilometer südlich der einstigen Kreisstadt Gerdauen (heute russisch Schelesnodoroschny) bzw. 20 Kilometer nordwestlich der heutigen Kreismetropole Kętrzyn (deutsch Rastenburg).

## Geschichte
Bereits vor 1437 wurde das frühere Koskeim gegründet und war bis 1945 ein Vorwerk zu Skandau (polnisch Skandawa) im ostpreußischen Kreis Gerdauen. Im Jahre 1905 zählte der kleine Ort 49 Einwohner.
Mit dem gesamten südlichen Ostpreußen wurde Koskeim 1945 in Kriegsfolge an Polen überstellt und erhielt die polnische Namensform „Koskajmy“. Heute ist es ein verlassener  Weiler (polnisch Opuszczony przysiółek osady) der Siedlung Frączkowo (Fritzendorf) ohne ein einziges Gebäude und ohne dass hier noch ein Mensch wohnt. Die Ortsstelle gehört zum Gemeindebereich Barciany (Barten) im Powiat Kętrzyński (Kreis Rastenburg), bis 1998 der Woiwodschaft Olsztyn, seither der Woiwodschaft Ermland-Masuren zugeordnet.

## Kirche
Bis 1945 war Koskeim in die evangelische Kirche Molthainen  in der Kirchenprovinz Ostpreußen der Kirche der Altpreußischen Union sowie in die katholische Kirche St. Bruno in Insterburg (heute russisch Tschernjachowsk) im Bistum Ermland eingegliedert.

## Verkehr
Die Ortsstelle Koskajmy liegt an einem unwegsamen Landweg, der Frączkowo (Fritzendorf) über Oleszka (Friedrichshof) mit Gęsie Góry (Sansgarben) verbindet. Eine Bahnanbindung besteht nicht.